# Звезда Иннеса
Звезда Иннеса, англ. Innes' star, (Глизе422, Gliese 422) — красный карлик в южном созвездии Киль. Звезда имеет видимую звёздную величину 11,516m.
Звезда известна тем, что когда-то она считалась одной из ближайших к Земле звёзд из-за ошибочно измеренного параллакса. Расчётное расстояние до звезды составляло менее 10 световых лет в следующих исследованиях:
- в «Списке звёзд ближе 5 парсек» Эйнара Герцшпрунга (1922), в котором вычисленный им параллакс составлял 0,339 угловых секунд (что даёт расстояние в 2,95 пк или 9,62 св.л.), и это была 4-я по близости звёздная система после Альфа Центавра ABC, Звезды Барнарда и Сириуса AB[7];
- в «Исследовании близлежащих звёзд» В. Я. Лейтена и Х. Шепли (1930) параллакс звезды составлял 0,337 угловых секунд (то есть расстояние до звезды определено 2,97 пк или 9,68 св.л.), и это также делало звезду Иннеса 4-й по близости звёздной системой после Альфа Центавра ABC, Звезды Барнарда и 22 H Жирафа (Сириус в исследовании был определён как находящийся дальше)[8];
- в «Списке звёзд ближе пяти парсеков» Питера ван де Кампа (1930), в котором её параллакс равен 0,34 угловых секунд (то есть расстояние до звезды определено 2,94 пк или 9,59 св.л.), что делало её 7-й по близости звёздной системой после Альфа Центавра, Звезды Барнарда, Вольфа 359, Лаланда 21185, Сириуса AB и Вольфа 1061[9];
- в «Звёздах в десяти парсеках от Солнца» Луизы Дженкинс (1937) её параллакс был определён в 0,34 угловых секунд (то есть расстояние до звезды определено 2,94 пк или 9,59 св.л.), и это была 6-я по близости звёздная система после Альфа Центавра, Звезды Барнарда, Вольфа 359, Лаланда 21185 и Сириуса[10].

Из измерений параллакса, полученных во время миссии Hipparcos, известно, что звезда удалена примерно на 41 св. лет (12,7 пк) от Солнца, Таким образом, звезда находится на 389 месте по близости к Земле и даже если считать, что расстояние 9,59 св.л. правильное, то звезда находилась бы на 14-м месте по близости к Земле (см. Список ближайших звёзд).

## Имя звезды
Звезда Иннеса была обнаружена в 1920 году Робертом Т. А. Иннесом в Республиканской обсерватории Йоханнесбурга, ЮАС, который обнаружил её большое собственное движение и определил параллакс в 0,337 угловых секунд. Открытие было опубликовано в Циркуляре Обсерватории № 49, следовательно, её название должно было бы быть — UO 49 (англ. Union Observatory) или UOC 49 (англ. Union Observatory Circular). Таким образом, обозначения UO не следует использовать для идентификации звезды, поскольку они зачастую не уникальны для каждой звезды: число в названии является номером Циркуляра, поэтому все звёзды, опубликованные в одном Циркуляре, имеют одинаковые имена. Таким образом, все другие открытые звёзды, опубликованные в 49-м Циркуляре, также могут называться UO 49.

## Свойства звезды
Спектральный класс Звезды Иннеса — M3.5V, что означает, что звезда использует водород в своем ядре в качестве ядерного «топлива», то есть находится на главной последовательности. Звезда гораздо тусклее Солнца: она излучает всего 1 % от солнечной энергии, причём вся эта энергия излучается с внешней атмосферы при эффективной температуре около 3 323 К, что придаёт ей красноватый оттенок звезды M-типа.

## Планета у звезды
В 2014 году в системе Глизе 422 была обнаружена мега-Земля, если это твёрдое тело, или мини-Нептун, если она газообразная — GJ 422 b. Её масса приблизительно 10 масс Земли, год на ней длится 26 дней. Планета находится на расстоянии около 0,11 а.е. — 11 % расстояния между нашей Землей и Солнцем — в зоне обитаемости, которая для этой звезды была рассчитана в диапазоне от 0,11 до 0,21 а.е..

## Прочее
Эта звезда — одна из немногих звёзд, названных в честь человека, в то время как большинство собственных имён звёзд имеют древнее происхождение или средневековое, в основном арабское. Некоторые звёзды, находящиеся поблизости, из-за их большого собственного движения также попадают в этот класс и названы в честь их первооткрывателей: Звезда Барнарда; Звезда Каптейна ; Звезда Лейтена; Звезда ван Маанена ; Звезда ван Бисбрука; и звезда Тигардена. Иннес также известен как первооткрыватель Проксима Центавра.